# Neocottus
Neocottus is een geslacht van straalvinnige vissen uit de familie van de diepwaterdonderpadden (Abyssocottidae).

## Soorten
- Neocottus thermalis Sideleva, 2002
- Neocottus werestschagini (Taliev, 1935)